# Taudactylus liemi
A Taudactylus liemi a kétéltűek (Amphibia) osztályának békák (Anura) rendjébe, a Myobatrachidae családba, azon belül a Taudactylus nembe tartozó faj.

## Előfordulása
Ausztrália endemikus faja. Queensland állam középső-keleti részén, Eungella térségében, Mount Williamtől Creditonig, 180–1250 m-es tengerszint feletti magasságban honos. A faj előfordulási területe nagyjából 400 km².

## Nevének eredete
A faj nevét David S. Liem ausztrál biológus tiszteletére kapta.

## Megjelenése
Kis termetű békafaj, testhossza elérheti a 3 cm-t. Háta vörösesbarna, barna vagy sárgásbarna színű, sötétebb líra alakú jelöléssel és foltokkal, valamint a szemek között sötét vízszintes jelöléssel. Az orra hegyétől a karjáig néha barna csík húzódik. A test és a fej oldala néha szürkésbarna vagy világos vörösesbarna. A hasa fehér, néha barna foltokkal. A pupillája vízszintes, a szivárványhártya aranyszínű. A lábakon és a karokon barna vízszintes sávok húzódnak. Ujjai között nincs úszóhártya, ujjai végén apró korongok vannak.

## Életmódja
Az év bármely szakában szaporodik. A nőstény a petéket kis méretű, laza csomókban rakja le, a patakmedrekben lévő sziklák alá rögzíti. Az ebihalak jellemzően 3 cm hosszúak és sötétbarna színűek. Gyakran a sziklák alá rejtőznek. Nem ismert, hogy mennyi idő alatt fejlődnek békává.

## Természetvédelmi helyzete
A vörös lista a nem fenyegetett fajok között tartja nyilván. Populációja stabil, nem fragmentált. Elterjedési területe a Eungella Nemzeti Park területére esik.